# Acanthinula
Acanthinula ist eine Gattung auf dem Land lebender Schnecken aus der Familie der Grasschnecken (Valloniidae); die Familie gehört zu den Landlungenschnecken (Stylommatophora). Die ältesten Arten stammen aus dem Paläozän.

## Merkmale
Die kegelförmig-kugeligen Gehäuse sind 1,7 bis 2,1 mm hoch und 2 bis 2,3 mm breit. Sie haben bis vier mäßig gewölbte Windungen, die von seichten Nähten voneinander abgesetzt werden. Die Windungen nehmen regelmäßig zu, die letzte Windung steigt nicht ab. Die Basis ist leicht kantig abgeflacht.  Das Embryonalgehäuse hat auf der Oberfläche deutliche Spirallinien. Die postembryonalen Windungen besitzen lamellenartige Rippchen aus Periostracum, die auf der Peripherie zu dreieckigen Fortsätzen ausgezogen sind. Außerdem sind gelegentlich undeutliche Spirallinien vorhanden. Die Mündung ist eiförmig, breiter als hoch und steht schief zur Gehäuseachse. Der Mündungsrand ist nur im Spindelbereich und an der Basis umgeschlagen, zunächst stark (an der Spindal) dann zur Basis hin meist auslaufend. Der restliche Mündungsrand ist nur sehr wenig umgeschlagen und auch innen nur wenig lippig verdickt. Der Nabel ist offen und zylinderförmig. Die Gehäuse sind hornfarben bis dunkelbraun.
Die Arten der Gattung Acanthinula sind häufig aphallisch, d. h. die männlichen Ausführgänge im zwittrigen Geschlechtsapparat sind reduziert. Es kommen jedoch auch noch euphallische Exemplare vor, bei denen der männliche Trakt erhalten ist. Die Eiweißdrüse (Albumindrüse) ist sehr groß, auch der Eisamenleiter ist sehr lang und aufgebläht. Der Samenleiter (Vas deferens) ist ungewöhnlich kurz und gerade verlaufend. Er mündet rasch in einen kurzen, spindelförmigen Epiphallus. Am Übergang Epiphallus/Penis sind zwei kurze, gabelförmige Blindfortsätze ausgebildet. Der Penis ist zylindrisch und vergleichsweise lang. Etwa im letzten Viertel des Penis ist ein weiterer, sehr langer, keulenförmig endender Appendix vorhanden. Der Retraktormuskel gabelt sich vor der Inserierung an den Penis. Der eine Ast setzt an einem der beiden Fortsätze am Übergang Epiphallus/Penis an, der zweite Strang an den unteren, sehr dicken Teil des langen Penisappendix. Der freie Eileiter ist nur sehr kurz, da die Spermathek schon kurz nach dem Abzweig des Samenleiters ansetzt. Die Vagina ist mäßig lang und dick. Der Stiel der Spermathek ist dünn und mäßig lang, die Blase klein und länglich-eiförmig.

## Geographische Verbreitung
Die Gattung Acanthinula ist in Europa, Kleinasien und dem Kaukasus verbreitet. Sie kommt außerdem auf den Kanarischen Inseln und den Azoren vor sowie in Nord- und Ostafrika. Inzwischen ist die Art auch in andere Teile der Welt verschleppt worden.

## Taxonomie
Das Taxon wurde 1847 von Henrik Henriksen Beck als Untergattung von Helix Linné, 1757 aufgestellt. Er stellte zwei Arten zu seiner neuen Untergattung: Acanthinula aculeata (Müller, 1774) und Acanthinula lamellata (Jeffreys, 1830). Die Typusart ist Helix aculeata Müller, 1774 durch spätere Festlegung durch Albers & Martens (1860: XIII, 100). Letztere Art ist die Typusart von Spermodea Westerlund, 1902, eine allgemein anerkannte Gattung.
- Acanthinula Beck, 1847
  - Stachelige Streuschnecke (Acanthinula aculeata (O. F. Müller, 1774)), Pliozän bis rezent
  - †Acanthinula archiaci (Boissy, 1846), Thanetium
  - †Acanthinula armoricensis (Cossmann, 1895), Lutetium
  - Acanthinula azorica Pilsbry, 1926
  - †Acanthinula cenchridium (Cossmann, 1902), Lutetium
  - †Acanthinula clairi Schlickum & Truc, 1972, Villafranchium
  - †Acanthinula dumasi (Boissy, 1846), Thanetium
  - Acanthinula expatriata Preston, 1911
  - †Acanthinula hessleriana Jooss, 1911, Aquitanium
  -  ?†Acanthinula imperforata (Miller, 1907), Oligozän
  - †Acanthinula paludinaeformis (Sandberger, 1851), Oligozän
  - †Acanthinula paronae (Sacco, 1887), Pliozän
  - Acanthinula spinifera (Mousson, 1872)
  - †Acanthinula stampinensis (Deshayes, 1863), Chattium
  - Acanthinula straeleni Adam, 1954
  - †Acanthinula stueri (Cossmann, 1892), Lutetium
  - †Acanthinula trochulus (Sandberger, 1874), Tortonium, Sarmatium, Pontium
  - †Acanthinula tuchoricensis (Klika, 1891), Burdigalium

Der Umfang der Gattung ist aber sehr unsicher, da bisher keine monographische Bearbeitung vorliegt. Die meisten fossilen Formen sind schlecht bekannt. Acanthinula Beck, 1847 ist die Typusgattung der Unterfamilie Acanthinulinae Steenberg, 1917.

## Belege